# Michel Lugo
Michel Antunes Lugo (Bagé, 9 giugno 1987) è un ex calciatore brasiliano, di ruolo attaccante.

## Carriera
Ha giocato nella prima divisione dei campionati brasiliano ed hongkonghese.

## Palmarès

### Club

#### Competizioni nazionali
- Hong Kong Premier League: 2

Eastern: 2015-2016
Tai Po: 2018-2019